# Дерма (Мисисипи)
Дерма (енгл. Derma) град је у америчкој савезној држави Мисисипи.

## Демографија
По попису из 2010. године број становника је 1.025, што је 2 (0,2%) становника више него 2000. године.
| Група             | 2000.       | 2010.       |
| Белци             | 424 (41,4%) | 378 (36,9%) |
| Афроамериканци    | 590 (57,7%) | 625 (61,0%) |
| Азијати           | 0 (0,0%)    | 0 (0,0%)    |
| Хиспаноамериканци | 4 (0,4%)    | 14 (1,4%)   |
| Укупно            | 1.023       | 1.025       |